# AZS Olsztyn (piłka siatkowa)
Indykpol AZS Olsztyn – polski męski klub sportowy piłki siatkowej z siedzibą w Olsztynie. Drużyna siatkówki AZS UWM Olsztyn. Pięciokrotny Mistrz Polski i siedmiokrotny zdobywca Pucharu Polski. Jeden z najbardziej utytułowanych klubów w historii polskiej siatkówki.
Piłka Siatkowa jest spółką akcyjną, w której głównym akcjonariuszem jest Uniwersytet Warmińsko-Mazurski w Olsztynie. PLS wymaga, aby w lidze występowały sportowe spółki akcyjne, zatem 16 września 2005 roku odpowiedni wniosek złożono do sądu rejestrowego, a w dniu 12 października 2005 roku Spółka została zarejestrowana w Sądzie Rejonowym w Olsztynie.
W sezonach 2021/2022 i 2022/2023 zawodnicy AZS Olsztyn rozgrywali mecze ligowe Plusligi w hali w Iławie, gdyż Hala „Urania” była remontowana.

## Sukcesy
- Mistrzostwa Polski:
  -  1. miejsce (5x): 1973, 1976, 1978, 1991, 1992
  -  2. miejsce (8x): 1972, 1974, 1977, 1980, 1989, 1993, 2004, 2005
  -  3. miejsce (9x): 1971, 1975, 1982, 1983, 1985, 1990, 2006, 2007, 2008
- Puchar Polski:
  -  1. miejsce (7x): 1970, 1971, 1972, 1982, 1989, 1991, 1992
  -  2. miejsce (5x): 1983, 1990, 2005, 2007, 2009
- Puchar Europy Zdobywców Pucharów:
  -  2. miejsce (1x): 1978
- PreZero Grand Prix PLS
  -  1. miejsce: 2021
  -  3. miejsce: 2023

## Historia

### Chronologia nazw
- 1950: Klub Uczelniany (KU) AZS Wyższej Szkoły Rolniczej w Olsztynie
- 1969: KU AZS Akademii Rolniczo-Technicznej w Olsztynie
- 1999: Klub Sportowy AZS Uniwersytetu Warmińsko-Mazurskiego (UWM) Olsztyn
- 2000: Indykpol AZS Olsztyn
- 2001: PZU AZS Olsztyn
- 2005: KS PZU AZS Olsztyn
- 2007: Mlekpol AZS Olsztyn
- 2008: AZS UWM Olsztyn
- 2010: Indykpol AZS UWM Olsztyn
- 2011: Indykpol AZS Olsztyn

### Początki klubu
W 1950 roku, tuż po założeniu Wyższej Szkoły Rolniczej w Olsztynie, dzięki staraniom dziekana Wydziału Zootechnicznego prof. Adama Szostkiewicza oraz kierownika Studium Wychowania Fizycznego mgr. Leopolda Szczerbickiego, powołany został do życia Akademicki Związek Sportowy działający przy uczelni. Jedną z pierwszych utworzonych sekcji była sekcja siatkówki. Swój pierwszy mecz olsztyńscy akademicy rozegrali w październiku 1950 roku, wygrywając 2:0 z Ogniwem Lidzbark Warmiński. Pierwsza dekada działalności klubu to powolne zdobywanie doświadczenia na siatkarskich parkietach. Pierwszym poważniejszym osiągnięciem było zajęcie 4. miejsca w III Akademickich Mistrzostwach Polski. W
1958 roku pojawiła się pierwsza szansa na awans do II Ligi. Została ona jednak zaprzepaszczona po porażce w decydującym starciu z Avią Świdnik.

### Lata 60 XX wieku
Wymarzonego awansu nie przyniósł również rozgrywany w 1960 roku turniej w Olsztynie. Sztuka ta udała się dopiero w 1961 roku, kiedy to akademicy pod wodzą trenera Leszka Dorosza, absolwenta olsztyńskiej uczelni, po raz pierwszy awansowali na wyższy szczebel siatkarskich rozgrywek. Kolejnym celem był awans do I Ligi (odpowiednik dzisiejszej PlusLigi). Sztuka ta udała się już cztery lata później w sezonie 1964/1965. Debiut w najwyższej klasie rozgrywkowej nie był zbyt udany. Akademicy zanotowali spadek do II ligi, jednakże zagościli tam tylko przez jeden sezon, by ponownie wrócić do ekstraklasy i zagościć tam na dużo dłużej. Pierwszy duży sukces przyszedł w sezonie 1969/1970, kiedy to akademicy po raz pierwszy w historii klubu zdobyli Puchar Polski.

### Lata 70 XX wieku
Sukces ten rozpoczął nową erę w historii kortowskiego klubu. Kolejne dwa sezony zaowocowały kolejnymi tryumfami. Drużyna po raz drugi i trzeci z rzędu zdobyła Puchar Polski oraz wywalczyła dwa pierwsze medale Mistrzostw Polski, najpierw brązowy, a później srebrny. Wreszcie w sezonie 1972/1973 nadszedł upragniony sukces. Po raz pierwszy olsztyński AZS zdobył złoto i został Mistrzem Polski. Kolejne dwa sezony to dwa kolejne medale – srebrny i brązowy. Jednakże w sezonie 1975/1976 akademicy po raz kolejny zostali Mistrzami Polski. Rok później musieli zadowolić się 2. miejscem na podium, ale za to w sezonie 1977/1978 po raz trzeci zdobyli Mistrzostwo Polski. Był to ósmy sezon z rzędu, który zakończył się zdobyciem medalu. Passa została przerwana dopiero w sezonie 1978/1979, który zakończył się zajęciem 5. miejsca w tabeli. Lata 70. to także dobra postawa klubu na arenie międzynarodowej. W Pucharze Europy Zdobywców Pucharów w sezonie 1977/1978 akademicy uplasowali się na drugiej pozycji. Na ten okres przypadły również sukcesy reprezentacji Polski, która zdobyła tytuł Mistrzów Świata oraz wywalczyła złoty medal olimpijski. W drużynie Huberta Wagnera nie zabrakło również olsztyńskich siatkarzy, wśród których najbardziej swój udział zaakcentowali Mirosław Rybaczewski i Zbigniew Lubiejewski.

### Lata 80 XX wieku
Początek lat 80 XX w. to nadal dobre wyniki i oscylowanie klubu w górnej części tabeli, w tym kilka kolejnych medali, jednakże już bez złota. Z kolei w sezonie 1981/1982 wywalczony został po raz czwarty Puchar Polski. Jednakże sezon 1986/1987 okazał się być kryzysowy. Po 20 latach gry w I lidze i odniesieniu wielu sukcesów klub spadł do II ligi. W utrzymaniu nie pomogło nawet posiadanie w składzie trzech aktualnych reprezentantów Polski – Andrzeja Grzyba, Arkadiusza Wiśniewskiego i Leszka Urbanowicza. Rozbrat z najwyższą klasą rozgrywkową nie trwał jednak długo, bo zaledwie jeden sezon. Powrót do ekstraklasy w sezonie 1988/1989 okazał się bardzo udany i zakończył zdobyciem srebrnego medalu oraz wywalczenia piątego Pucharu Polski. Rok później akademicy do swojego dorobku dołożyli kolejny medal, tym razem brązowy.

### Lata 90 XX wieku
Najlepsze jednak miało dopiero nadejść. Sezony 1990/1991 oraz 1991/1992 zakończyły się wywalczeniem dwa razy z rzędu podwójnej korony, czyli jednocześnie zdobyciem Pucharu Polski oraz złotego medalu Mistrzostw Polski pod kierunkiem trenera Andrzeja Grygołowicza. W następnym sezonie do medalowego dorobku został jeszcze dołożony brąz. Sezon 1993/1994 okazał się powrotem kryzysu. Kłopoty finansowe i odejście kilku podstawowych graczy spowodowało, że klub spadł do I ligi serii B (w 1989 roku nazwa I ligi została przemianowana na I liga seria A, a II ligi na I liga seria B), a następnie nawet na jeden sezon do II ligi. Kolejne lata to naprzemienna gra w I lidze serii B i I lidze serii A. Sytuacja ustabilizowała się dopiero w sezonie 1998/1999, kiedy to klub pod wodzą Stanisława Iwaniaka, byłego zawodnika tej drużyny, na dobre powrócił do najwyżej klasy rozgrywkowej. Po zakończeniu sezonu 1999/2000 w miejscu dotychczasowej siatkarskiej ekstraklasy została utworzona zawodowa liga pod nazwą Polska Liga Siatkówki, a wśród jej uczestników znalazł się również kortowski klub.

### Lata 2000–2009
Sezon 2000/2001
Początek sezonu nie był zbyt udany. Praktycznie same porażki i nieliczne wygrane nie pozwalały kibicom spać spokojnie. 5 listopada 2000 roku ze stanowiska trenera zrezygnował Stanisław Iwaniak. Jego miejsce zajął Maciej Tyborowski, który ze swoim poprzednikiem znał się jeszcze z lat 70 XX wieku, kiedy to razem jako zawodnicy zdobywali pierwszy w historii klubu tytuł Mistrzów Polski. Nowy szkoleniowiec tchnął w drużynę nowego ducha, co przeniosło się także na poprawę gry. Akademicy pierwszy sezon w PLS zakończyli ostatecznie na 5. miejscu.
Sezon 2001/2002
Przed startem sezonu sponsorem tytularnym drużyny została grupa PZU, a zwiększony budżet klubu miał umożliwić w przyszłości powrót do walki o Mistrzostwo Polski. Początkowo akademicy grali jednak w kratkę, przeplatając dobre mecze z niespodziewanymi porażkami. Zaowocowało to zmianą na posadzie trenera. Tym razem stery przejął Bogusław Cieciórski, jednakże na niewiele się to zdało, czego efektem było zaledwie 7. miejsce.
Sezon 2002/2003
Rok 2002 miał być przełomowym. Udało się ponownie ściągnąć byłych zawodników Mariusza Szyszko, Mariusza Sordyla i Piotra Poskrobko, którzy w barwach AZS zdobywali dwukrotnie Mistrzostwo Polski w latach 1991–1992, ale również Niemców Marka Siebecka i Steffena Busse. Trenerem natomiast został Wojciech Drzyzga. Zabiegi te wystarczyły jedynie na zajęcie 5. miejsca, co na pewno pozostawiało pewien niedosyt.
Sezon 2003/2004
Przed sezonem 2003/2004 dokonano kolejnych wzmocnień w postaci ściągnięcia m.in. Pawła Papke i Pawła Zagumnego. Na stanowisku trenera został zatrudniony Grzegorz Ryś. Dzięki temu po 11 latach przerwy olsztynianie po raz kolejny stanęli na podium Mistrzostw Polski zdobywając srebro. Do upragnionego złota brakowało niewiele, jednakże w finale górą byli zawodnicy Jastrzębia Borynia.
Sezon 2004/2005
Co się nie udało poprzednio, miało udać się tym razem. W celu poprawy przyjęcia i środka pozyskano Michała Bąkiewicza i Michała Ruciaka ze Skry Bełchatów oraz Marcina Nowaka z Energii Sosnowiec. Ruchy transferowe były o tyle optymistyczne, że nie tylko wzmacniały drużynę, ale również osłabiały jednego z głównych rywali w tym sezonie, a mianowicie Skrę Bełchatów. Pierwsza próba sił w finale Pucharu Polski, który rozgrywany był w olsztyńskiej Hali Urania okazała się jednak zwycięska dla gości z Bełchatowa. Akademicy mieli za to zrewanżować się w finale Mistrzostw Polski. Kontuzje Pawła Papke i Michała Bąkiewicza w końcówce sezonu mocno pokrzyżowały te plany i klub zdobył srebrny medal.
Sezon 2005/2006
Przed rozpoczęciem sezonu postanowiono dokonać kolejnych wzmocnień ściągając Piotra Gruszkę ze Skry Bełchatów. Jednakże słaba postawa drużyny na początku rozgrywek doprowadziła do zmiany trenera. Pod koniec 2005 roku Grzegorza Rysia zastąpił Waldemar Wspaniały. Po jego opieką poprawiły się osiągane rezultaty, jednakże wystarczyło to tylko na zajęcie 4. miejsca przed fazą playoff. W efekcie tego w półfinale doszło do konfrontacji ze Skrą Bełchatów, która pomimo zaciętości okazała się być po raz kolejny przegrana. Na pocieszenie w walce o brąz udał się rewanż z AZS Częstochowa, który wcześniej wyeliminował olsztyńskich siatkarzy w walce o Puchar Polski.
Sezon 2006/2007

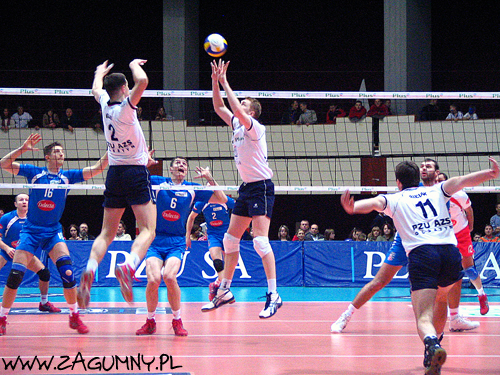
AZS Olsztyn w meczu przeciwko Delekcie Bydgoszcz w sezonie 2006/2007

Z racji rozgrywanych w Japonii mistrzostw świata, nowy sezon rozpoczął się dopiero w połowie grudnia. W składzie olsztyńskiej drużyny pozostało trzech świeżo upieczonych wicemistrzów świata – Paweł Zagumny, Wojciech Grzyb i Michał Bąkiewicz. Piotr Gruszka, który nie do końca spełnił pokładane w nim nadzieje, nie doszedł do porozumienia z władzami klubu w sprawie nowego kontraktu i postanowił wrócić do Skry Bełchatów. Przeciwny kierunek objął Ireneusz Mazur, który na stanowisku trenera zastąpił Waldemara Wspaniałego. Z klubem pożegnali się także Marcin Nowak i Mark Siebeck. Przybyło za to dwóch obcokrajowców, reprezentant Stanów Zjednoczonych Richard Lambourne i Turek Sinan Cem Tanık. Transfery te okazały się w dalszej części sezonu strzałem w dziesiątkę. Akademicy świetnie rozpoczęli sezon. Jednakże kilka niespodziewanych porażek zadecydowało o zajęciu drugiego miejsca w fazie zasadniczej. W pierwszej rundzie playoff pojedynek z Jadarem Radom okazał się tylko formalnością. Tak samo miało być w półfinale z Jastrzębskim Węglem, ale dwa pierwsze mecze w Olsztynie nieoczekiwanie zakończyły się zwycięstwami gości. Jedna wygrana na wyjeździe tylko przedłużyła szanse akademików na finał, jednak kolejna porażka zrewidowała te plany. Podobnie jak w poprzednim sezonie w walce o brąz spotkały się drużyny akademickie z Olsztyna i Częstochowa i po raz kolejny lepsi okazali się siatkarze ze stolicy Warmii.
Sezon 2007/2008
Mimo dwóch srebrnych i dwóch brązowych medali w poprzednich latach, cel jakim było złoto, nie został osiągnięty. Ze sponsorowania klubu wycofała się Grupa PZU. Nowym sponsorem tytularnym zostało przedsiębiorstwo mleczarskie Mlekpol. Z klubem pożegnali się także Paweł Papke i Michał Bąkiewicz. Na ich miejsce przyszli Grzegorz Szymański i reprezentant Niemiec Björn Andrae. Pierwsza część sezonu zasadniczego z pewnością nie napawała optymizmem, gdyż 4. miejsce było z pewnością poniżej oczekiwań. W związku z tym przed rozpoczęciem rundy rewanżowej władze klubu postanowiły dokonać wzmocnień i zakontraktowały dwóch nowych siatkarzy – przyjmującego Pawła Siezieniewskiego i niemieckiego rozgrywającego Franka Dehne. Na niewiele jednak zdały się te zabiegi. Drużyna dalej zaliczała wpadki z teoretycznie słabszymi rywalami i fazę grupową zakończyła na 4. miejscu. Tuż przed rozpoczęciem fazy playoff do dymisji podał się Ireneusz Mazur. Jego obowiązki przejął dotychczasowy drugi trener Mariusz Sordyl. Przed byłym zawodnikiem kortowskiego klubu stanęło niełatwe zadanie odzyskania dobrej dyspozycji przez jego podopiecznych. Pierwszym przeciwnikiem w fazie pucharowej była Resovia. Mimo słabszego składu na papierze postawiła trudne warunki przed zawodnikami z Warmii. Do rozstrzygnięcia potrzebny był piąty mecz rozgrywany w Olsztynie, który z pewnością należał do jednego z najbardziej emocjonujących w historii klubu. Rzeszowianie prowadzili już w setach 2:0, jednak akademikom udało się doprowadzić to tie-breaka. Mimo to jego początek nie był zbyt udany. Kiedy przy stanie 5:10 wydawało się, że to koniec marzeń o medalu, olsztyńscy siatkarze złapali wiatr w żagle zdobywając w końcówce 10 punktów, przy zaledwie dwóch oczkach rywali i odnieśli zwycięstwo w całym spotkaniu. W półfinale przeciwnikiem była Skra Bełchatów, od kilku lat dominująca w polskich halach. Mimo dobrych nastrojów i pięknego zwycięstwa w jednym z meczów na wyjeździe, przeciwnicy z Bełchatowa okazali się nie do przejścia. Po raz kolejny akademikom przyszło walczyć o brązowy medal. Tym razem ich przeciwnikiem był Jastrzębski Węgiel, a rewanż za zeszłosezonowy półfinał okazał się prostym zadaniem. Był to już 22. krążek w historii drużyny. Ku uciesze kibiców podczas wręczania medali prezes Mlekpolu Edmund Borawski zapewnił, że jego firma nadal będzie finansowo wspierać akademików.
Sezon 2008/2009

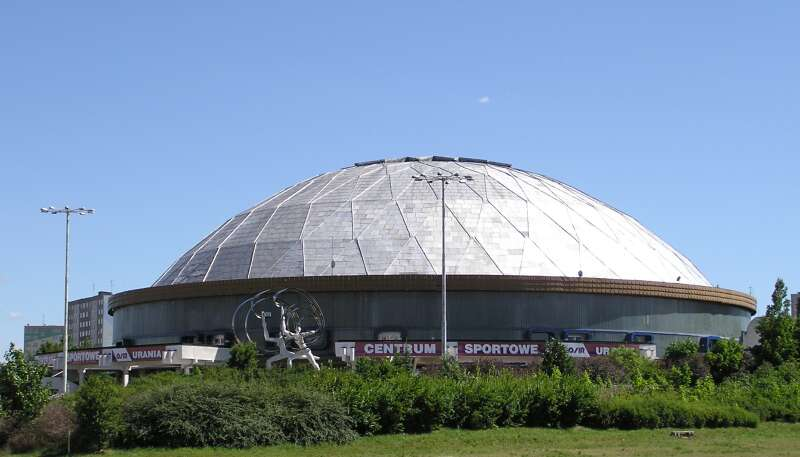
Hala „Urania” w Olsztynie

Przygotowania do nowego sezonu nie przebiegały zbyt optymistycznie. Mimo zapewnień z końca ubiegłych rozgrywek, Mlekpol ostatecznie wycofał się ze sponsorowania klubu bez podania wyraźnego powodu. Ponadto władze klubu długo utrzymywały, że wszystko jest pod kontrolą. Sytuacja ta nie podobała się kibicom, którzy coraz wyraźniej zaczęli domagać się rezygnacji prezesa klubu Bogusława Cieciórskiego, do czego wkrótce doszło. Tymczasowo jego obowiązki miał przejąć dotychczasowy rzecznik prasowy Tomasz Jankowski, jednak na tym stanowisku pozostał już do końca sezonu. Nie najlepsza sytuacja doprowadziła do stanu, w którym z podstawowego składu w drużynie pozostało tylko trzech zawodników – wychowanek Wojciech Grzyb oraz wciąż posiadający ważne kontrakty Paweł Zagumny i Grzegorz Szymański. Ostatecznie zespół zasilił również Fin Olli Kunnari oraz kilku polskich zawodników. Kibice odetchnęli z ulgą, kiedy mimo przedsezonowych problemów udało się przystąpić do rozgrywek z pełnym składem. Nie oznaczało to jednak końca problemów. Kłopoty finansowe nękały klub do końca sezonu. Jednakże dzięki pomocy miasta Olsztyn i Uniwersytetu Warmińsko-Mazurskiego oraz samych siatkarzy, którzy zgodzili się na obniżenie swoich pensji, udało się uratować klub przed groźbą ogłoszenia bankructwa. Ostatecznie klub ukończył rozgrywki na 6. pozycji oraz dotarł do finału Pucharu Polski, w którym zajął drugie miejsce.
Sezon 2009/2010
Przed rozpoczęciem nowego sezonu wybrano nowego prezesa klubu. Został nim Mariusz Szyszko, były zawodnik tego zespołu i rodowity Olsztynianin. Jego głównym zamiarem stało się systematyczne budowanie drużyny, która za kilka lat miałaby ponownie wrócić do walki o najcenniejsze siatkarskie trofea. Najpierw trzeba było jednak odzyskać dobre imię klubu, tak aby w przyszłości ponownie udało się ściągnąć do klubu zawodników światowej klasy. Z drużyną pożegnali się Paweł Zagumny, Grzegorz Szymański, Wojciech Grzyb i Olli Kunnari. Na ich miejsca przybyło dwóch brazylijskich siatkarzy – Marcelo Hargreaves i Paulo Anchieta Veloso Pinto oraz kilku młodych Polaków. Celem postawionym przed drużyną było spokojne utrzymanie się w lidze. Początek sezonu nie napawał jednak optymizmem. Trzy pierwsze mecze zakończyły się porażkami 0:3, a główna fala krytyki spadła przede wszystkim na nowe nabytki z zagranicy. Jednakże wraz z kolejnymi spotkaniami akademicy prezentowali coraz równiejszą grę, a Marcelo swoją dobrą postawą i emocjonalnym podejściem do gry stał się ulubieńcem olsztyńskich kibiców. Ostatecznie AZS bezpiecznie utrzymał się w lidze zajmując 7. lokatę. Tym samym pierwszy cel założony przez nowego prezesa został spełniony.

### Lata 2010–2014
Sezon 2010/2011
Niespełna tydzień po zakończeniu rywalizacji w poprzednim sezonie, władze klubu wraz z trenerem Mariuszem Sordylem zaczęły kompletować skład na sezon 2010/2011. Nowymi zawodnikami zostali estoński rozgrywający Kert Toobal i francuski przyjmujący Samuel Tuia. Obydwaj grali wcześniej w lidze francuskiej oraz w reprezentacjach swoich krajów. Do klubu latach powrócił również wychowanek olsztyńskiego klubu Marcin Mierzejewski. Kolejną dobrą wieścią dla kibiców było podpisanie trzyletniej umowy z firmą Indykpol, która stała się sponsorem tytularnym. Zdecydowano się również ściągnąć do Olsztyna kilku młodych graczy. Kilkuletnie kontrakty zostały podpisane ze środkowym Piotrem Hainem, rozgrywającym Wojciechem Włodarczykiem i przyjmującym Wojciechem Ferensem. Hitem transferowym okazało się ściągnięcie aktualnego Mistrza Europy Marcela Gromadowskiego. Ostatnim nowym zawodnikiem zakontraktowanym w drużynie Akademików okazał się serbski środkowy Vladimir Čedić. W drużynie pozostało też kilku zawodników z poprzedniego sezonu, w tym Paweł Siezieniewski, który został kapitanem drużyny. Cel postawiony przed drużyną zakładał wywalczenie co najmniej 6. miejsca na zakończenie rozgrywek. Stworzony skład na pewno dawał na to nadzieję, jednakże spore przetasowanie drużyny przed sezonem, a co za tym idzie ewentualne problemy ze zgraniem, mogły budzić niepokój części kibiców. Wszystko brutalnie zweryfikował rozpoczęty sezonu. Akademicy mieli problem ze zdobywaniem punktów nawet z teoretycznie słabszymi rywalami, co skutkowało okupowaniem ostatniego miejsca w tabeli. Już w trakcie sezonu zarząd klubu postanowił zmienić trenera i w miejsce Mariusza Sordyla zatrudniony został Rumun Gheorghe Cretu. Początkowo nie przyniosło to wymiernych rezultatów, aczkolwiek gra zespołu z czasem uległa nieznacznej poprawie. Tuż przed zamknięciem okna transferowego do drużyny dołączył duński rozgrywający argentyńskiego pochodzenia Axel Jacobsen. Akademikom nie udało się jednak opuścić ostatniego miejsca w tabeli na zakończenie fazy zasadniczej sezonu. To oznaczało, że postawiony przed rozpoczęciem rozgrywek cel nie ma szans na realizację. W tej chwili priorytetem stała się walka o utrzymanie w najwyższej klasie rozgrywek. W międzyczasie, z powodu przedłużającej się kontuzji, został rozwiązany kontrakt z Vladimirem Čediciem. Druga faza w grupie klubów walczących o miejsca 7-10 nie przyniosła jednak poprawy humorów. AZS nie opuścił ostatniego miejsca i w fazie play-off przyszło mu rywalizować z Fartem Kielce, zwycięzcą drugiej fazy rozgrywek w grupie klubów walczących o miejsca 7-10. Pierwszy wyjazdowy mecz Akademicy nieznacznie przegrali. Następnie przyszła również nieznaczna wygrana u siebie oraz wygrana w hali przeciwnika. To oznaczało, że kolejne spotkanie w Uranii może zapewnić Akademikom bezpieczne utrzymanie w PlusLidze. Udało się to po niezwykle emocjonującym meczu. AZS ostatecznie zajął 8. miejsce w zakończonym sezonie.
Sezon 2011/2012
Jednym z pierwszych kroków podjętych przez zarząd klubu przed rozpoczęciem sezonu było zakontraktowanie trenera. Rozmowy były prowadzone m.in. z Gheorghe Cretu na temat przedłużenia jego umowy, jednakże ostatecznie posadę szkoleniowca objął Włoch Tomaso Totolo. Jego asystentem został Piotr Poskrobko, który wcześniej przez wiele lat reprezentował olsztyńskie barwy jako zawodnik. Pierwszą decyzją włoskiego trenera było ściągnięcie hiszpańskiego rozgrywającego Guillermo Hernána. Kolejnym wzmocnieniem okazał się być australijski atakujący Igor Yudin, posiadający również rosyjskie korzenie. Trzecim obcokrajowcem w drużynie z Warmii został bułgarski przyjmujący Metodi Ananiew. Po zagranicznych wzmocnieniach przyszedł czas na nowych polskich zawodników w zespole. Pierwszym z nich został wielokrotny reprezentacyjny rozgrywający Andrzej Stelmach. Z kolei na pozycję środkowego bloku ściągnięty został Mariusz Gaca. Do drużyny dołączył również Piotr Łukasik, który w poprzednim sezonie reprezentował Akademików w rozgrywkach Młodej Ligi. Wraz z pozostającymi w drużynie zawodnikami, skład liczył w tamtym momencie dwunastu zawodników, gdyż z klubem rozstali się Kert Toobal, Axel Jacobsen, Wojciech Włodarczyk, Marcel Gromadowski, Samuel Tuia i Tomasz Tomczyk. Niespodziewanie jeszcze przed rozpoczęciem przygotowań do sezonu, kontrakt został podpisany z Bartoszem Krzyśkiem, który dwa miesiące wcześniej brał udział w otwartym treningu zorganizowanym przez Tomaso Totolo dla młodych zawodników mających aspiracje do gry w najwyżej lidze. Ostatecznie do szerokiej kadry pierwszego zespołu trafiło jeszcze dwóch zawodników grających wcześniej w Młodej Lidze, a mianowicie Bartosz Mariański i Jakub Urbanowicz. Po serii wrześniowych meczów towarzyskich przyszedł czas na rozpoczęcie zmagań ligowych. W pierwszym meczu zespół nie miał większych szans z brązowym medalistą poprzednich mistrzostw, drużyną Resovii, ale już dwa kolejne spotkania z innymi drużynami akademickimi, padły łupem zawodników z Olsztyna. Od początku sezonu z kontuzjami zmagali się Wojciech Ferens i Igor Judin (Yudin). Pewną nadzieję mógł dawać powrót do Olsztyna Łukasza Kadziewicza, który swoją profesjonalną karierę rozpoczynał właśnie w stolicy Warmii. Prawdziwy cios drużyna otrzymała jednak w 6. kolejce, kiedy Metodi Ananiew doznał poważnej kontuzji, która wyeliminowała go z gry do końca sezonu. Stało się to w meczu wyjazdowym w Gdańsku, na który wybrała się 250-osobowa grupa kibiców olsztyńskiej drużyny. W związku z zaistniałą sytuacją Tomaso Totolo postanowił przestawić na przyjęcie Igora Yudina, który na tej pozycji rozpoczynał swoją siatkarską karierę. Australijczyk nadal miewał kłopoty ze zdrowiem i w efekcie jego kontrakt został pod koniec stycznia rozwiązany za porozumieniem stron. Na domiar złego kontuzji doznał kolejny przyjmujący Piotr Łukasik, który również został wykluczony z gry do końca sezonu. Niezbyt optymistyczna okazała się także informacja o rozwiązaniu w trakcie sezonu za porozumieniem strony kontraktu z Łukaszem Kadziewiczem, co w obliczu zmagającego się od pewnego czasu z kontuzją Piotra Haina oznaczało, że w drużynie pozostało jedynie dwóch w pełni zdrowych środkowych. Ta passa nieszczęść pociągnęła za sobą całe pasmo porażek. Oprócz dwóch zwycięstw z początku sezonu, drużynie udało się odnieść jeszcze tylko dwa zwycięstwa w fazie zasadniczej rozgrywek o mistrzostwo Polski. Ciekawostką może być fakt, że w obu tych przypadkach pokonanym okazywała się drużyna wicemistrza Polski ZAKSA Kędzierzyn-Koźle, a najbardziej wartościowym zawodnikiem wybierany był Bartosz Krzysiek, który po pierwszej z tych wygranych wywalczył sobie miejsce w podstawowym składzie drużyny już do końca sezonu. W międzyczasie po wygranej z AZS Politechniką Warszawską, klubowi udało się awansować do ćwierćfinału Pucharu Polski, gdzie jednak musiał uznać wyższość Resovii. Na koniec sezonu Akademikom przyszło rywalizować z Treflem Gdańsk o 9. miejsce w klasyfikacji końcowej. Pierwsze spotkanie było bardzo zacięte i zakończyło się zwycięstwem siatkarzy z Warmii. Kolejne spotkania padły już jednak łupem zawodników z Pomorza i tym samym AZS zakończył sezon na 10. pozycji. Pozytywnym akcentem na koniec okazało się docenienie przez Andreę Anastasiego Wojciecha Ferensa i Bartosza Krzyśka, którzy zostali powołani do szerokiej kadry reprezentacji Polski.
Sezon 2012/2013
Po kompletnie nieudanym poprzednim sezonie jedną z pierwszych decyzji władz klubu była rezygnacja z usług Tomaso Totolo. Jego miejsce na ławce trenerskiej zajął były wielokrotny reprezentant Polski Radosław Panas. Nadszedł również czas zmian personalnych wśród zawodników. Zarząd klubu postanowił w pierwszej kolejności nie przedłużać umów z Wojciechem Winnikiem i Mariuszem Gacą. Na ich miejsce zakontraktowano Łukasza Szarka i Wojciecha Sobalę. Zmiany dokonano również na pozycji libero, gdzie Marcina Mierzejewskiego zastąpił Michał Żurek. Kolejnym nowym zawodnikiem został norweski rozgrywający Jonas Kvalen. Drużynę opuścili również Paweł Siezieniewski i Andrzej Stelmach. Przygotowania do sezonu rozpoczęły się 30 lipca 2013. W sierpniu do treningów z drużyną dołączył Brazylijczyk Rafael Batista da Silva, z którym klub zdecydował się podpisać umowę. Wrzesień upłynął pod znakiem spotkań sparingowych, których Akademicy rozegrali łącznie trzynaście. M.in. po kilku latach przerwy ponownie wystąpili w memoriale Zdzisława Ambroziaka. Okres przygotowawczy okazał się niezwykle pechowy dla Metodiego Ananiewa. Bułgar, który niemalże cały poprzedni sezon stracił po kontuzji zerwanych więzadeł, tym razem zerwał ścięgno Achillesa. To wykluczyło go z gry na kolejny sezon. W efekcie trener Panas postanowił przestawić Łukasza Szarka z pozycji atakującego na przyjmującego. Do drużyny dołączył również Patryk Skup, który jako uniwersalny zawodnik mógł grać zarówno jako środkowy, jak i atakujący. Początek rozgrywek nie był jednak zbyt udany i po siedmiu kolejkach Akademicy mieli na swoim koncie tylko jedno zwycięstwo. Zarząd klubu postanowił wzmocnić drużynę poprzez zakontraktowanie doświadczonego Piotra Gruszki. Gra drużyny uległa poprawie, jednak do końca fazy zasadniczej udało się wygrać jeszcze tylko cztery mecze. Zespołowi z Warmii nie powiodło się również w Pucharze Polski, do rywalizacji w którym przystąpili od szóstej rundy i od razu z niego odpadli po porażce z Delektą Bydgoszcz. Brak awansu do fazy playoff oznaczał konieczność rywalizacji z AZS Częstochowa o 9. miejsce. W akademickich derbach lepsi okazali się siatkarze spod Jasnej Góry. To oznaczało, że po raz drugi z rzędu zespół z Olsztyna zajął na zakończenie rozgrywek ostatnie miejsce w PlusLidze.
Sezon 2013/2014

## Bilans sezon po sezonie
| Sezon     | Liga           | Miejsce | Mecze (Z-P) | Mecze (Z-P) | Puchary                                         |
| --------- | -------------- | ------- | ----------- | ----------- | ----------------------------------------------- |
| 1964/1965 | II liga        |         | –           | –           |                                                 |
| 1965/1966 | I liga         |         | –           | –           |                                                 |
| 1966/1967 | II liga        |         | –           | –           |                                                 |
| 1967/1968 | I liga         | 5.      | –           | –           |                                                 |
| 1968/1969 | I liga         | 4.      | –           | –           |                                                 |
| 1969/1970 | I liga         | 5.      | –           | –           | Puchar Polski                                   |
| 1970/1971 | I liga         | 3.      | –           | –           | Puchar Polski                                   |
| 1971/1972 | I liga         | 2.      | –           | –           | Puchar Polski                                   |
| 1972/1973 | I liga         | 1.      | –           | –           |                                                 |
| 1973/1974 | I liga         | 2.      | –           | –           |                                                 |
| 1974/1975 | I liga         | 3.      | –           | –           |                                                 |
| 1975/1976 | I liga         | 1.      | –           | –           |                                                 |
| 1976/1977 | I liga         | 2.      | –           | –           |                                                 |
| 1977/1978 | I liga         | 1.      | –           | –           | 2. miejsce w Pucharze Europy Zdobywców Pucharów |
| 1978/1979 | I liga         | 5.      | –           | –           |                                                 |
| 1979/1980 | I liga         | 2.      | –           | –           |                                                 |
| 1980/1981 | I liga         | 4.      | –           | –           |                                                 |
| 1981/1982 | I liga         | 3.      | –           | –           | Puchar Polski                                   |
| 1982/1983 | I liga         | 3.      | –           | –           | finalista Pucharu Polski                        |
| 1983/1984 | I liga         | 4.      | –           | –           |                                                 |
| 1984/1985 | I liga         | 3.      | –           | –           |                                                 |
| 1985/1986 | I liga         | 7.      | –           | –           |                                                 |
| 1986/1987 | I liga         |         | –           | –           |                                                 |
| 1987/1988 | II liga        |         | –           | –           |                                                 |
| 1988/1989 | I liga         | 2.      | –           | –           | Puchar Polski                                   |
| 1989/1990 | I liga         | 3.      | –           | –           | finalista Pucharu Polski                        |
| 1990/1991 | I liga seria A | 1.      | –           | –           | Puchar Polski                                   |
| 1991/1992 | I liga seria A | 1.      | –           | –           | Puchar Polski                                   |
| 1992/1993 | I liga seria A | 2.      | –           | –           |                                                 |
| 1993/1994 | I liga seria A | 8.      | –           | –           |                                                 |
| 1994/1995 | I liga seria B |         | –           | –           |                                                 |
| 1995/1996 | II liga        |         | –           | –           |                                                 |
| 1996/1997 | I liga seria B | 3.      | –           | –           |                                                 |
| 1997/1998 | I liga seria A | 11.     | –           | –           |                                                 |
| 1998/1999 | I liga seria B | 1.      | –           | –           |                                                 |
| 1999/2000 | I liga seria A | 8.      | –           | –           |                                                 |
| 2000/2001 | PLS            | 5.      | 29          | 13-16       |                                                 |
| 2001/2002 | PLS            | 7.      | 29          | 13-16       |                                                 |
| 2002/2003 | PLS            | 5.      | 27          | 14-13       |                                                 |
| 2003/2004 | PLS            | 2.      | 29          | 18-11       |                                                 |
| 2004/2005 | PLS            | 2.      | 27          | 20-7        | finalista Pucharu Polski                        |
| 2005/2006 | PLS            | 3.      | 29          | 20-9        |                                                 |
| 2006/2007 | PLS            | 3.      | 29          | 21-8        | finalista Pucharu Polski                        |
| 2007/2008 | PLS            | 3.      | 30          | 18-12       |                                                 |
| 2008/2009 | PlusLiga       | 6.      | 26          | 12-14       |                                                 |
| 2009/2010 | PlusLiga       | 7.      | 24          | 6-18        | finalista Pucharu Polski                        |
| 2010/2011 | PlusLiga       | 8.      | 28          | 8-20        |                                                 |
| 2011/2012 | PlusLiga       | 10.     | 22          | 5-17        |                                                 |
| 2012/2013 | PlusLiga       | 10.     | 21          | 5-16        |                                                 |
| 2013/2014 | PlusLiga       | 5.      | 32          | 16-16       |                                                 |
| 2014/2015 | PlusLiga       | 10.     | 34          | 12-22       |                                                 |
| 2015/2016 | PlusLiga       | 10.     | 29          | 12-17       |                                                 |
| 2016/2017 | PlusLiga       | 5.      | 32          | 24-8        |                                                 |
| 2017/2018 | PlusLiga       | 4.      | 37          | 21-16       |                                                 |
| 2018/2019 | PlusLiga       | 10.     | 26          | 9-17        |                                                 |
| 2019/2020 | PlusLiga       | 8.      | 24          | 11-13       |                                                 |
| 2020/2021 | PlusLiga       | 10.     | 28          | 11-17       |                                                 |
| 2021/2022 | PlusLiga       | 6.      | 31          | 16-15       |                                                 |
| 2022/2023 | PlusLiga       | 8.      | 37          | 21-16       |                                                 |
| 2023/2024 | PlusLiga       | 8.      | 34          | 14-20       |                                                 |
| 2024/2025 | PlusLiga       | 9.      | 30          | 12-18       |                                                 |

Poziom rozgrywek:
     najwyższy ogólnokrajowy
     drugi
     trzeci

## Kadra w sezonie 2025/2026[57]
Sztab szkoleniowy
- Pierwszy trener: Daniel Pliński
- Trenerzy przygotowania fizycznego: Grzegorz Krzan

| Nr                     | Imię i nazwisko    | Data ur. | Wzrost | Pozycja      |
| ---------------------- | ------------------ | -------- | ------ | ------------ |
| 2                      | Moritz Karlitzek   | 1996     | 191    | przyjmujący  |
| 7                      | Dawid Siwczyk      | 1993     | 193    | środkowy     |
| 10                     | Jakub Majchrzak    | 2004     | 208    | środkowy     |
| 13                     | Kacper Sienkiewicz | 2005     | 202    | przyjmujący  |
| 14                     | Kuba Hawryluk      | 2003     | 181    | libero       |
| 15                     | Jakub Ciunajtis    | 1998     | 177    | libero       |
| 17                     | Mateusz Janikowski | 1999     | 200    | przyjmujący  |
| 19                     | Paweł Cieślik      | 2000     | 197    | środkowy     |
| 91                     | Jan Hadrava        | 1991     | 199    | atakujący    |
| Potwierdzone transfery |                    |          |        |              |
|                        | Arthur Szwarc      | 1995     | 207    | atakujący    |
|                        | Johannes Tille     | 1997     | 186    | rozgrywający |
|                        | Paweł Halaba       | 1995     | 195    | przyjmujący  |
|                        | Łukasz Kozub       | 1997     | 186    | rozgrywający |
|                        | Seweryn Lipiński   | 2001     | 200    | środkowy     |
|                        | Karol Borkowski    | 1998     | 195    | przyjmujący  |

## Trenerzy
| Od                   | Do                   | Imię i nazwisko      |
| -------------------- | -------------------- | -------------------- |
| 1960                 | 1979                 | Leszek Dorosz        |
| 5 lipca 1979         | 20 maja 1985         | Andrzej Grygołowicz  |
| 7 czerwca 1990       | 11 maja 1993         | Andrzej Grygołowicz  |
| 1 lipca 1998         | 5 listopada 2000     | Stanisław Iwaniak    |
| 5 listopada 2000     | 18 grudnia 2001      | Maciej Tyborowski    |
| 18 grudnia 2001      | 7 maja 2002          | Bogusław Cieciórski  |
| 26 października 2002 | 7 maja 2003          | Wojciech Drzyzga     |
| 4 października 2003  | 27 grudnia 2005      | Grzegorz Ryś         |
| 27 grudnia 2005      | 27 listopada 2006    | Waldemar Wspaniały   |
| 27 listopada 2006    | 25 marca 2008        | Ireneusz Mazur       |
| 25 marca 2008        | 23 listopada 2010    | Mariusz Sordyl       |
| 23 listopada 2010    | 27 kwietnia 2011     | Gheorghe Crețu       |
| 27 kwietnia 2011     | 31 maja 2012         | Tomaso Totolo        |
| 1 czerwca 2012       | kwiecień 2013        | Radosław Panas       |
| kwiecień 2013        | 22 grudnia 2014      | Krzysztof Stelmach   |
| 22 grudnia 2014      | kwiecień 2017        | Andrea Gardini       |
| kwiecień 2017        | grudzień 2018        | Roberto Santilli     |
| grudzień 2018        | kwiecień 2019        | Michał Mieszko Gogol |
| maj 2019             | 23 stycznia 2020     | Paolo Montagnani     |
| 27 stycznia 2020     | maj 2021             | Daniel Castellani    |
| 26 maja 2021         | 10 grudnia 2021      | Marco Bonitta        |
| 18 grudnia 2021      | 29 kwietnia 2024     | Javier Weber         |
| 4 czerwca 2024       | 12 października 2024 | Juan Manuel Barrial  |
| 14 października 2024 | 4 lutego 2025        | Marcin Mierzejewski  |
| 10 lutego 2025       |                      | Daniel Pliński       |

## Zawodnicy
| Lata Gry        | Imię i nazwisko             | Pozycja      |
| --------------- | --------------------------- | ------------ |
| 1999-2000       | Adis Katanović              | atakujący    |
| 2001-2002       | Donald Suxho                | rozgrywający |
| 2001-2002       | Jesper Petersen             | przyjmujący  |
| 2001-2002       | Siergiej Żywołożnyj         | przyjmujący  |
| 2002-2003       | Steffen Busse               | atakujący    |
| 2002-2006       | Mark Siebeck                | przyjmujący  |
| 2006-2008       | Richard Lambourne           | libero       |
| 2006-2008       | Sinan Cem Tanık             | przyjmujący  |
| 2007-2008       | Björn Andrae                | przyjmujący  |
| 2007-2008       | Frank Dehne                 | rozgrywający |
| 2008-2009       | Olli Kunnari                | przyjmujący  |
| 2009-2010       | Paulo Anchieta Veloso Pinto | przyjmujący  |
| 2009-2010       | Marcelo Hargreaves          | środkowy     |
| 2010-2011       | Vladimir Čedić              | środkowy     |
| 2010-2011       | Kert Toobal                 | rozgrywający |
| 2010-2011       | Samuel Tuia                 | przyjmujący  |
| 2011            | Axel Jacobsen               | rozgrywający |
| 2011-2012       | Igor Yudin                  | atakujący    |
| 2011-2013       | Metodi Ananiew              | przyjmujący  |
| 2011-2013       | Guillermo Hernán            | rozgrywający |
| 2012-2013       | Jonas Kvalen                | rozgrywający |
| 2012-2013       | Rafael Batista da Silva     | przyjmujący  |
| 2013-2014       | Pablo Bengolea              | przyjmujący  |
| 2013-2014       | Matti Oivanen               | środkowy     |
| 2014-2015       | Juraj Zaťko                 | rozgrywający |
| 2014-2015       | František Ogurčák           | przyjmujący  |
| 2014-2015       | Lévi Alves Cabral           | przyjmujący  |
| 2015-2016       | Filip Stoilović             | przyjmujący  |
| 2015-2016       | Thomas Koelewijn            | środkowy     |
| 2015-2016       | Bram Van den Dries          | atakujący    |
| 2016            | Mikko Oivanen               | atakujący    |
| 2016-2017       | Hidde Boswinkel             | atakujący    |
| 2016-2017       | Ezequiel Palacios           | przyjmujący  |
| 2016-2020 2024- | Jan Hadrava                 | atakujący    |
| 2017-2018       | Blake Scheerhoorn           | przyjmujący  |
| 2017-2018       | Tomas Rousseaux             | przyjmujący  |
| 2017-2023       | Robbert Andringa            | przyjmujący  |
| 2018            | Dienis Kalinin              | przyjmujący  |
| 2018-2019       | Marcel Lux                  | przyjmujący  |
| 2018-2019       | Serhij Kapełuś              | przyjmujący  |
| 2019-2020       | Mohammad Musawi             | środkowy     |
| 2020-2021       | Ruben Schott                | przyjmujący  |
| 2020-2021       | Dmytro Teriomenko           | środkowy     |
| 2020-2021       | Javier Concepción           | środkowy     |
| 2021            | Mejsam Salehi               | przyjmujący  |
| 2021-2022       | Torey Defalco               | przyjmujący  |
| 2021-2023       | Taylor Averill              | środkowy     |
| 2022            | Redi Bakiri                 | przyjmujący  |
| 2022-2024       | Joshua Tuaniga              | rozgrywający |
| 2022-           | Moritz Karlitzek            | przyjmujący  |
| 2023-2024       | Alan Souza                  | atakujący    |
| 2023-2025       | Manuel Armoa                | przyjmujący  |
| 2024-2025       | Eemi Tervaportti            | rozgrywający |
| 2025-           | Arthur Szwarc               | atakujący    |
| 2025-           | Johannes Tille              | rozgrywający |